# جان وان کمبل
جان وان کمبل (انگلیسی: John Vaughan Campbell؛ ‏تلفظ نام‌خانوادگی: ‎/ˈkæmbəl/‎؛ ‏ ۳۱ اکتبر ۱۸۷۶ – ۲۱ مهٔ ۱۹۴۴) فرد نظامی اهل بریتانیا بود. وی همچنین برندهٔ جوایزی همچون صلیب ویکتوریا شده‌است.
او یک افسر ارشد ارتش بریتانیا و دریافت‌کننده صلیب ویکتوریا بود، بالاترین نشان شجاعت در مواجهه با دشمن که می‌تواند به نیروهای بریتانیا و کشورهای مشترک‌المنافع اعطا شود.